# Chevrolet Camaro 5
Chevrolet Camaro п'ятого покоління - поні кар виробництва General Motors, який продавався під брендом Chevrolet. Виробництво нового Camaro розпочалося 16 березня 2009 року після кількох років перерви з попереднім поколінням, виробництво якого закінчилося в 2002 році. Camaro V надійшов у продаж в 2009 році.

## Історія появи

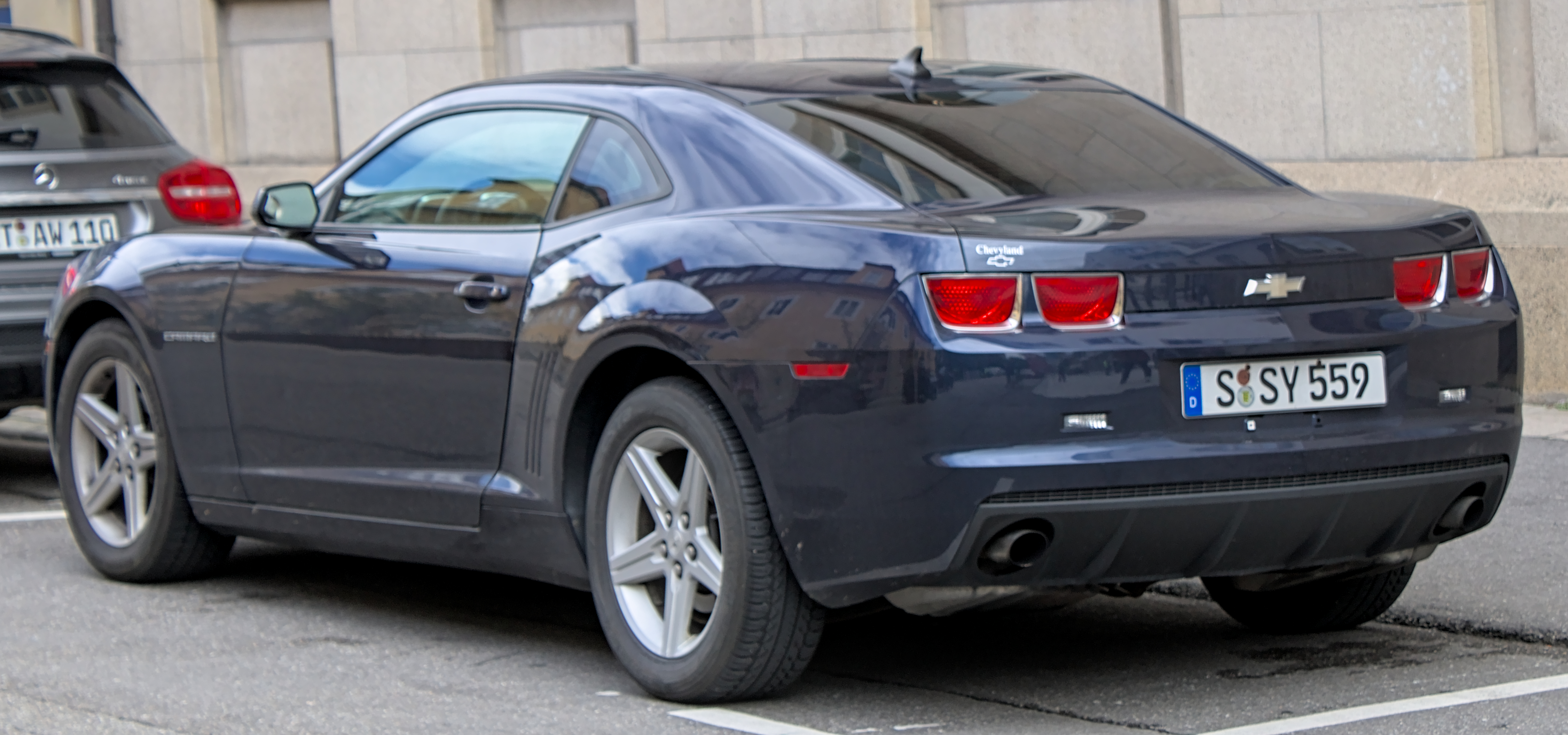
Chevrolet Camaro (2010-2014)

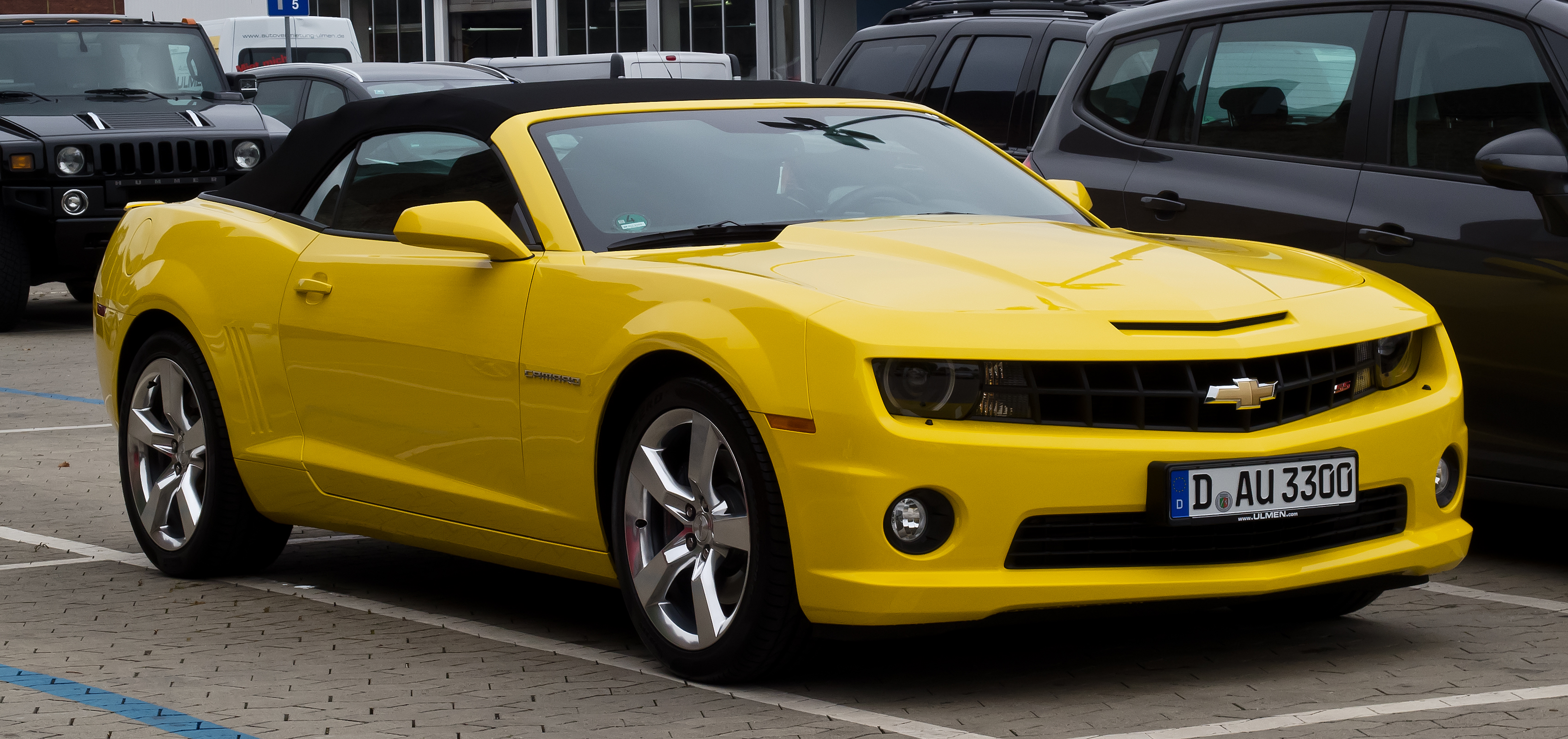
Chevrolet Camaro Cabriolet 6.2 V8 SS (V)

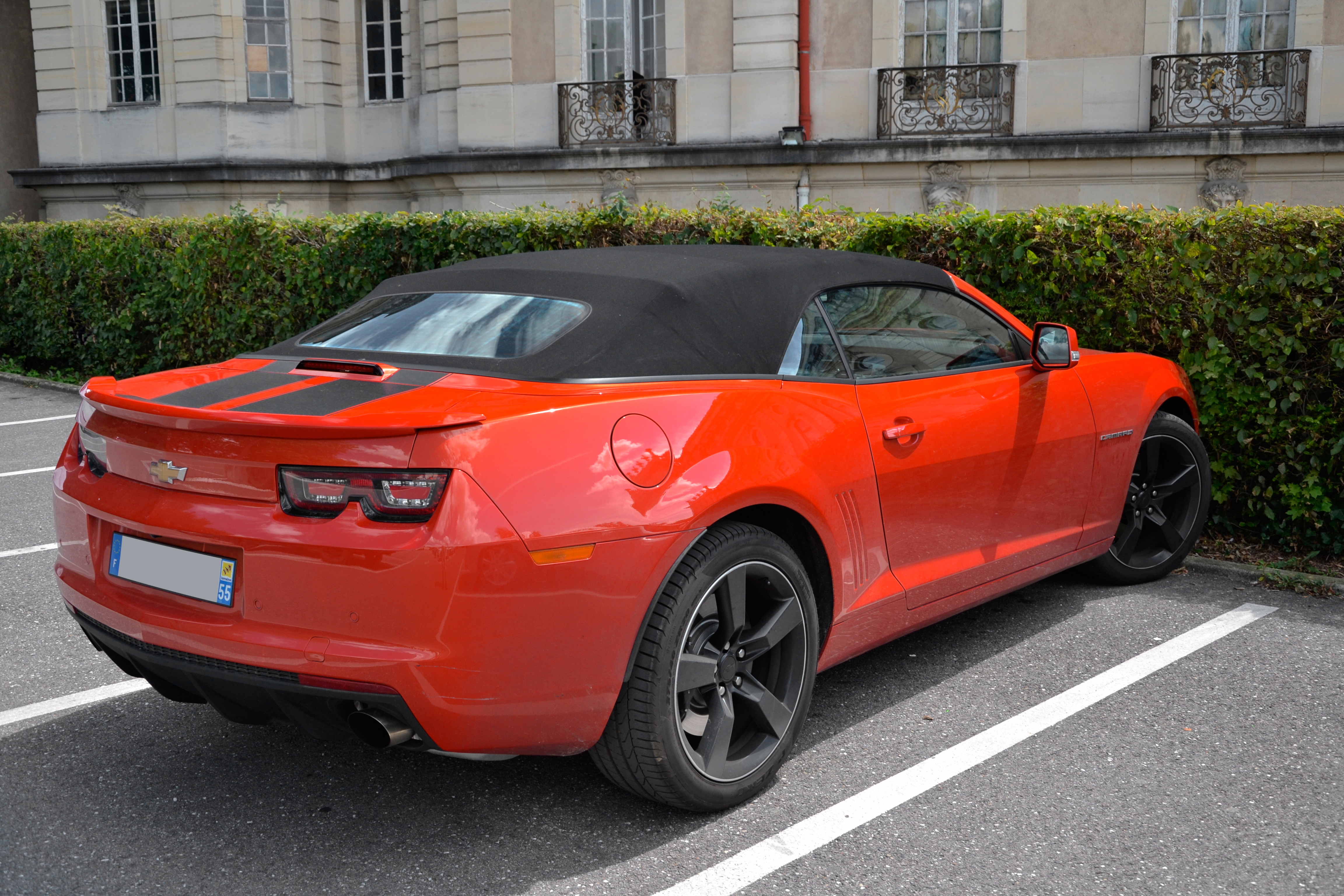

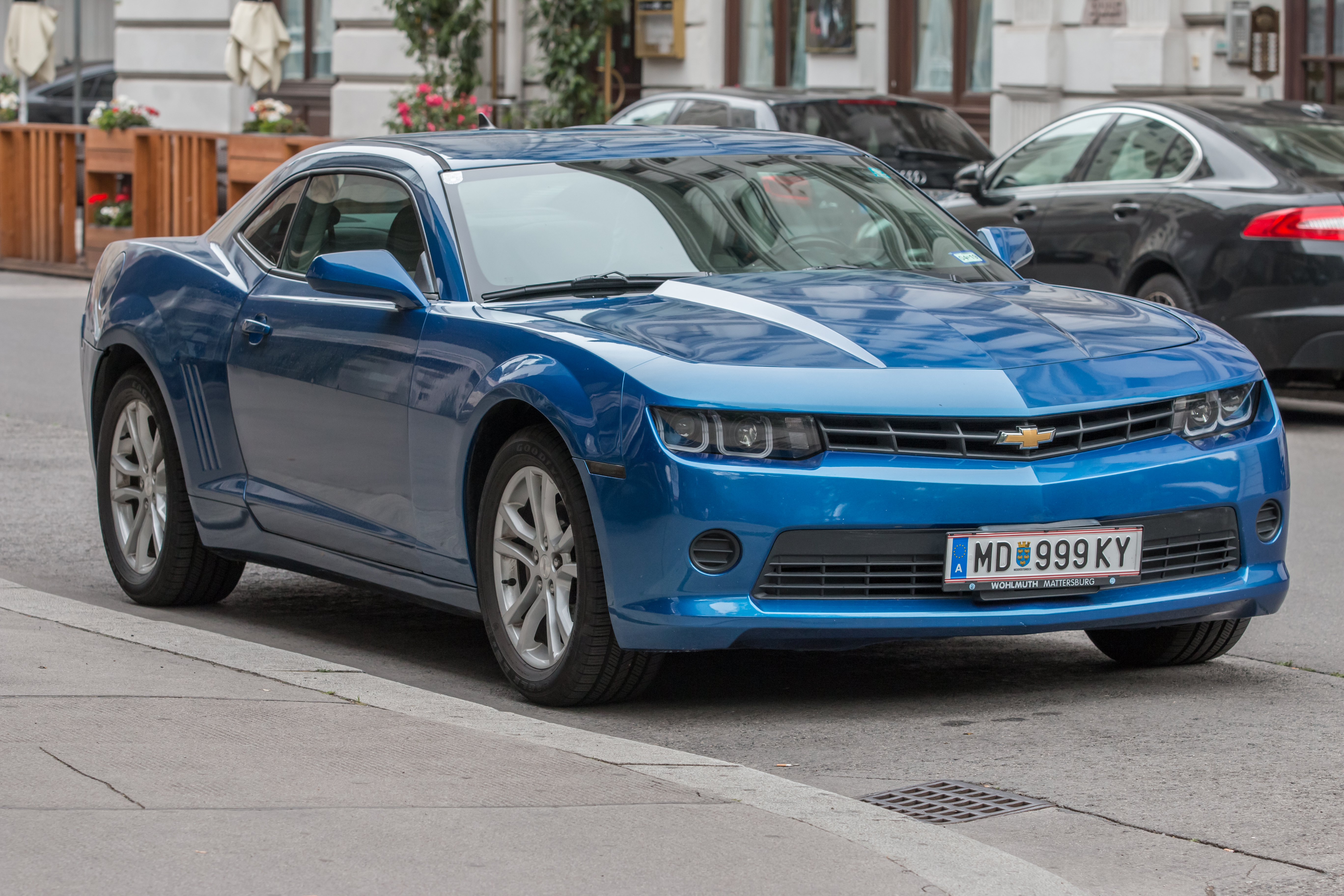
Chevrolet Camaro RS (2014-2015)

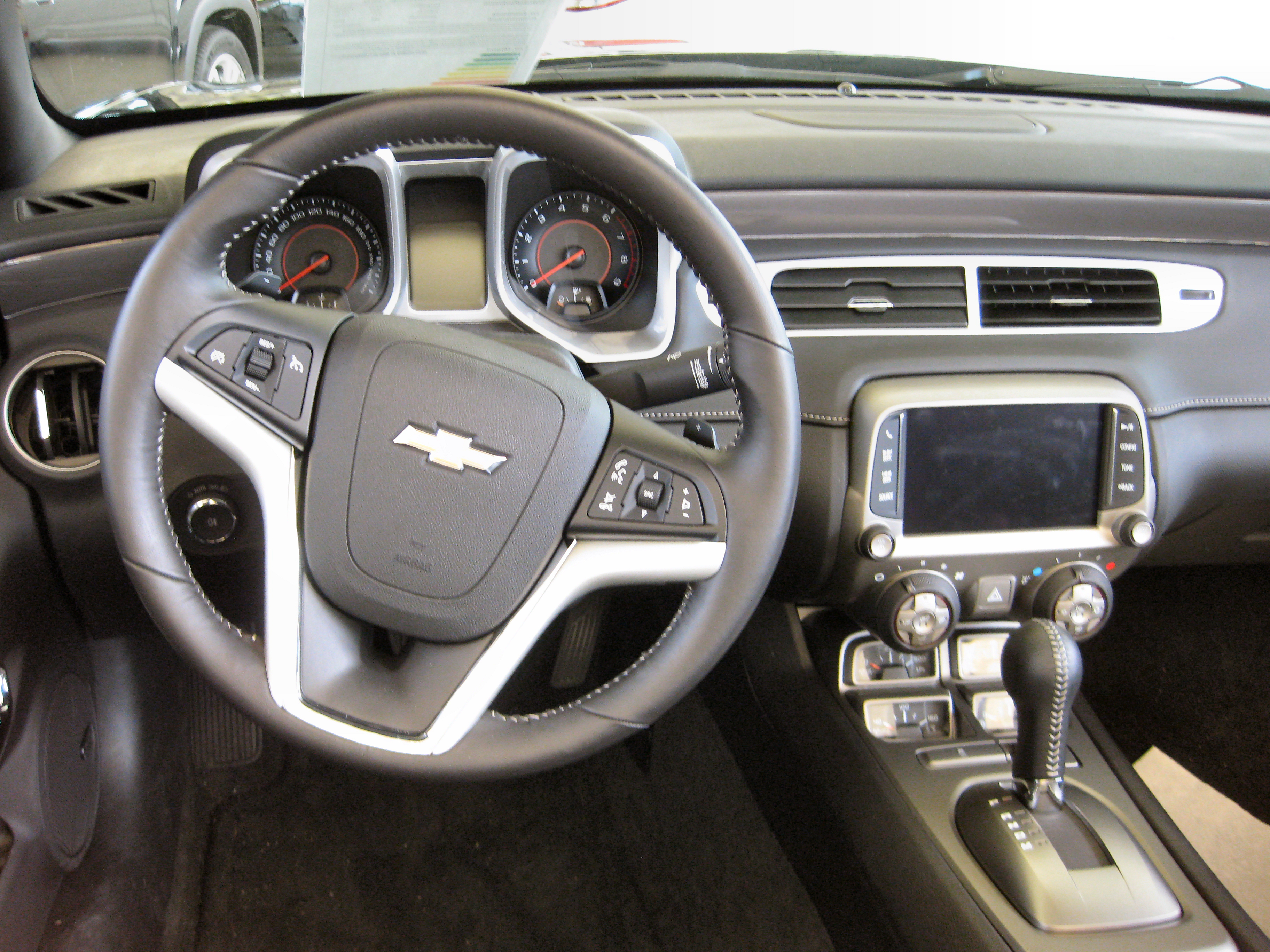
Салон

6 січня 2006 року в Північноамериканському Міжнародному Автосалоні був показаний концепт Camaro п'ятого покоління. Він базувався на платформі GM Zeta. Зовнішній вигляд автомобіля був розроблений південнокорейським дизайнером Sang Yup Lee.
10 серпня 2006 року, головний виконавчий директор General Motors Рік Вагонер заявив, що компанія побудує нову версію Chevrolet Camaro на основі зазначеного нагородами концепту, який дебютував на NAIAS в січні. Почати виробництво абсолютно нового Camaro спочатку планувалося в кінці 2008 року, проте в березні цього року General Motors заявило, що виробництво буде відкладено до лютого 2009 року.
21 липня 2008 року, GM офіційно представило Camaro 2010 у вигляді купе в п'яти різних комплектаціях, LS, 1LT, 2LT, 1S і 2SS.
LS і LT комплектації розраховані на двигуни 3.6L GM LLT V6 з потужністю 304 к.с. (227 кВт) при 6400 оборотах на хвилину. SS з механічною коробкою передач оснащений 6,2L GM LS3 V8 з потужністю 426 к.с. (318 кВт) при 5900 оборотів в хвилину, в той час як SS з автоматичною коробкою передач і двигуном GM L99 V8 з потужністю 400 к.с. (300 кВт) при 5900 оборотах на хвилину. Новий L99 V8, не слід плутати з ранніми LT-серії L99 V8, в ньому використовується Active Fuel Management, що дозволяє двигуну працювати тільки на чотирьох циліндрах при малому навантаженні, економлячи паливо. Інші функції включають в себе: гідропідсилювач керма, дискові гальма на 4 колеса становить стандартну комплектацію всіх моделей (з чотирьох поршневими супортами Brembo на моделях SS), StabiliTrak electronic stability/система контролю тяги, Competitive/Sport режими для стабільності системи, пропоновані на моделі SS, управління пуском на моделях SS оснащений шестиступінчастою механічною коробкою передач і шістьма стандартними подушками безпеки. Пакет RS доступний для комплектацій LT і SS, він включає фари HID з інтегрованими галогеновими кільцями, спойлер, і особливі задні ліхтарі і колеса.
Комплектації: 1LS; 2LS; 1LT; 2LT; 1SS (Super Sport); 2SS (Super Sport); ZL1; Z/28
Пакети: RS (Rally Sport); Transformers Special Edition; 45th Anniversary; HotWheels

### Двигуни
| Модель автомобіля | Кількість циліндрів | Марка двигуна | Робочий об'єм | Потужність         | Крутний момент | Коробка передач        |
| ----------------- | ------------------- | ------------- | ------------- | ------------------ | -------------- | ---------------------- |
| Camaro LS         | V6                  | LLT 3,6       | 3564 см3      | 224 кВт (305 к.с.) | 370 Нм         | 6-ст. МКПП, 6-ст. АКПП |
| Camaro LT         | V6                  | LFX 3,6       | 3564 см3      | 233 кВт (312 к.с.) | 377 Нм         | 6-ст. МКПП, 6-ст. АКПП |
| Camaro SS         | V8                  | L99 6,2       | 6162 см3      | 294 кВт (400 к.с.) | 556 Нм         | 6-ст. АКПП             |
| Camaro SS         | V8                  | LS3 6,2       | 6162 см3      | 313 кВт (426 к.с.) | 569 Нм         | 6-ст. МКПП             |
| Camaro ZL1        | V8                  | LSA 6,2       | 6162 см3      | 427 кВт (580 к.с.) | 754 Нм         | 6-ст. МКПП, 6-ст. АКПП |

- 3.6 L LLT V6 (2010–11)
- 3.6 L LFX V6 (2012)

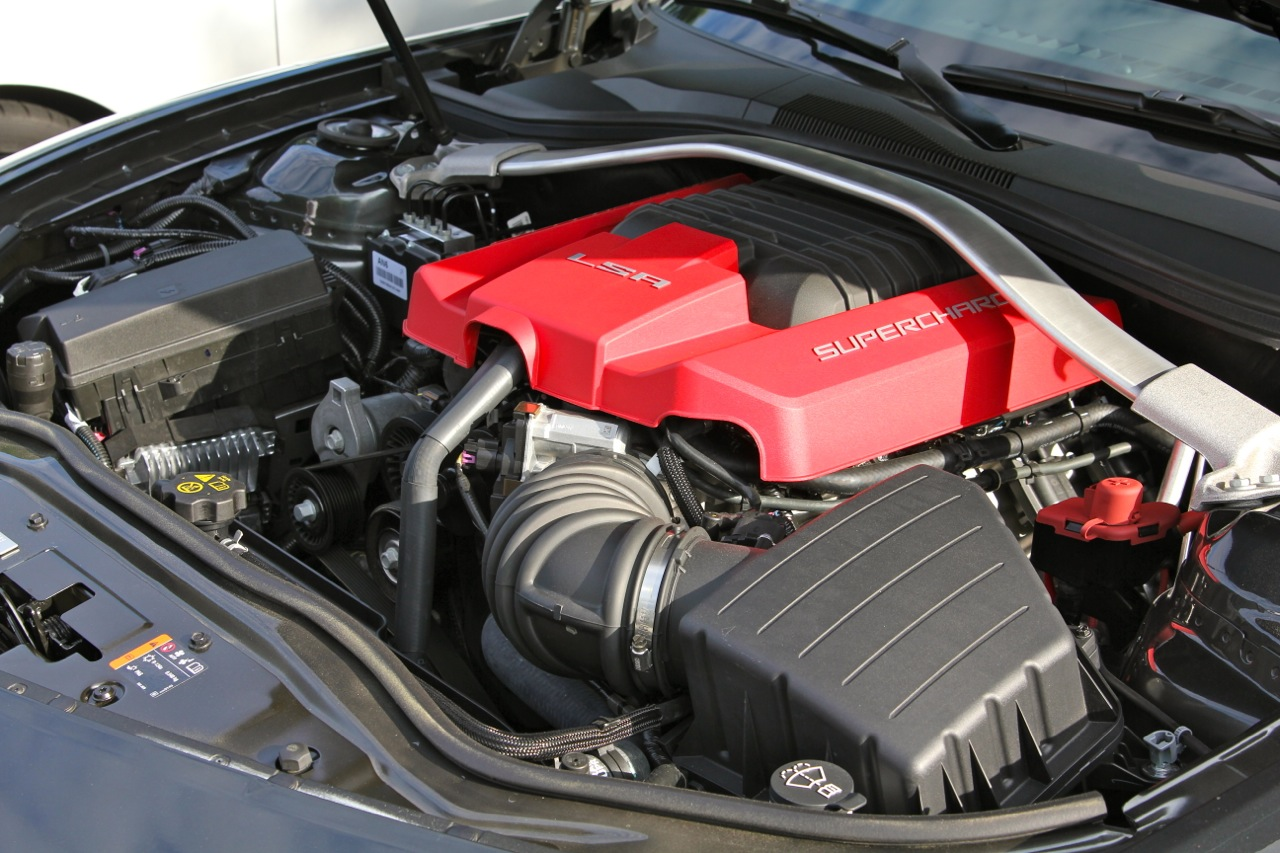
Camaro ZL1

- 5.3 L LSX V8 Supercharger V8 (COPO Camaro)
- 5.3 L LSX V8 Whipple supercharger V8 (COPO Camaro)
- 6.2 L LS3 V8 (тільки SS з МКПП)
- 6.2 L L99 V8 (тільки SS з АКПП)
- 6.2 L LSA supercharged V8 (ZL1)
- 7.0 L LS7 V8 (Z/28)

## Продажі
| рік  | авто   |
| ---- | ------ |
| 2009 | 61,648 |
| 2010 | 81,299 |
| 2011 | 88,249 |
| 2012 | 84,391 |
| 2013 | 80,567 |
| 2014 | 86,297 |
| 2015 | 77,502 |

## Зноски
1. ↑  General Motors December 2009 - Cheers & Gears Forums. Cheersandgears.com. Архів оригіналу за 14 серпня 2013. Процитовано 4 січня 2011.
2. 1 2  Архівована копія (PDF). Архів оригіналу (PDF) за 21 липня 2013. Процитовано 29 жовтня 2021.{{cite web}}:  Обслуговування CS1: Сторінки з текстом «archived copy» як значення параметру title (посилання)
3. ↑  Ford Motor Company Posts 2,250,165 Sales in 2012; Focus, F-Series Post Big Gains. Motor Trend Magazine. 3 січня 2013. Архів оригіналу за 4 жовтня 2015. Процитовано 6 жовтня 2014.
4. ↑  GM U.S. Deliveries for December 2013 (PDF). General Motors. 3 січня 2014. Архів оригіналу (PDF) за 7 серпня 2017. Процитовано 6 січня 2014.
5. ↑  Sales Reporting and Data Management (PDF). General Motors. Архів оригіналу (PDF) за 30 серпня 2018. Процитовано 18 квітня 2015.
6. ↑  Sales Reporting and Data Management (PDF). General Motors. Архів оригіналу (PDF) за 9 березня 2016. Процитовано 14 січня 2016.